# Wynau
Wynau (toponimo tedesco) è un comune svizzero di 1 630 abitanti del Canton Berna, nella regione dell'Emmental-Alta Argovia (circondario dell'Alta Argovia).

## Monumenti e luoghi d'interesse

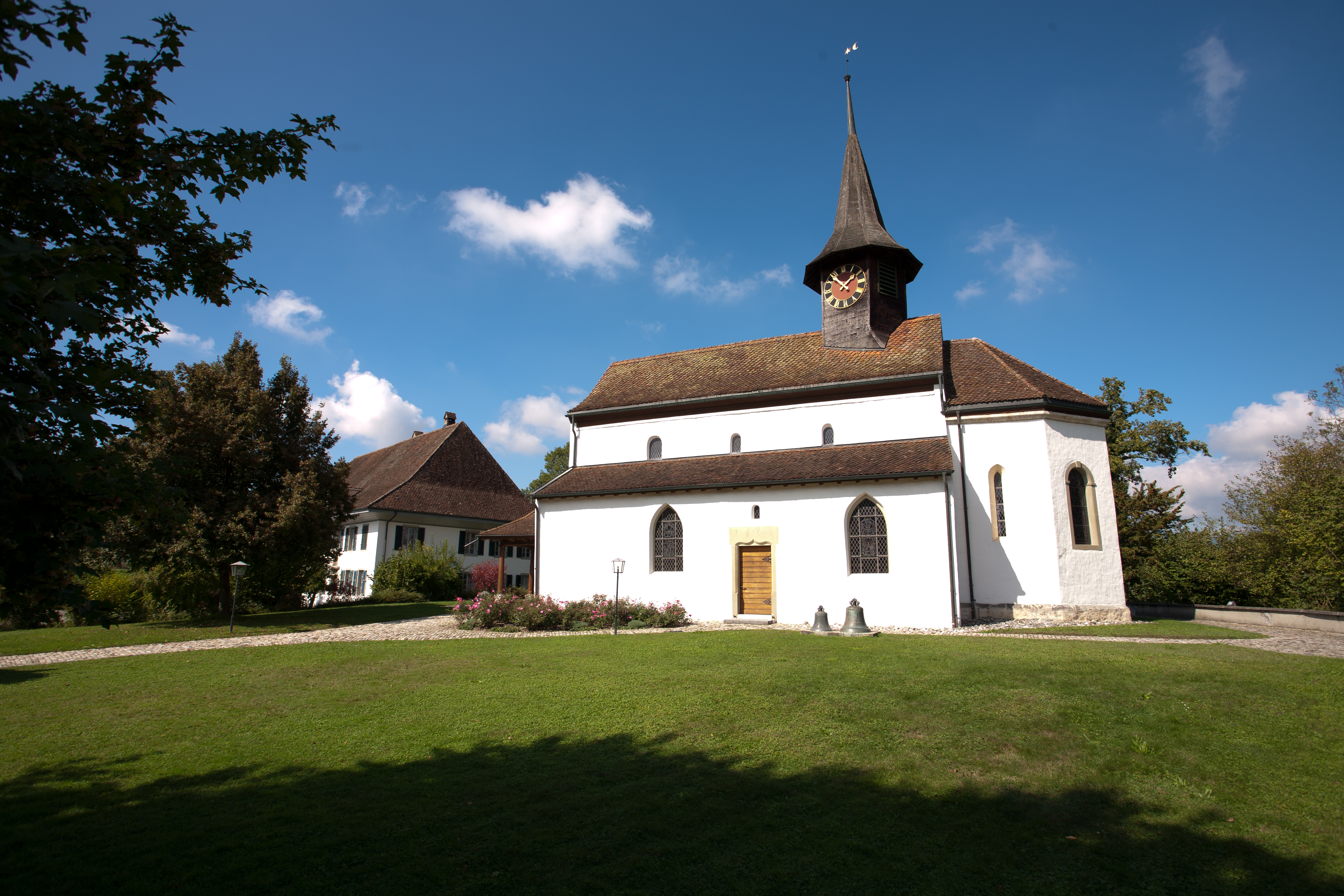
La chiesa riformata

- Chiesa riformata (già di San Maurizio), eretta nel X-XI secolo e ricostruita nel 1270-1280[1].

## Società

### Evoluzione demografica
L'evoluzione demografica è riportata nella seguente tabella:
Abitanti censiti

## Geografia antropica

### Frazioni e quartieri
Le frazioni e i quartieri di Wynau sono:
- Ägerten
- Birch
- Dorf
- Einschlag
- Hubel
- Ober-Murgenthal
- Ober-Wynau

## Infrastrutture e trasporti
Wynau è servito dall'omonima stazione sulla ferrovia Berna-Olten.

## Amministrazione
Ogni famiglia originaria del luogo fa parte del cosiddetto comune patriziale e ha la responsabilità della manutenzione di ogni bene ricadente all'interno dei confini del comune.